# Нурсултан Назарбаев
Нурсултан Абишули Назарбаев (на казахски: Нұрсұлтан Әбішұлы Назарбаев; на руски: Нурсултан Абишевич Назарбаев) е съветски и казахски политик.
Той е единственият президент на Казахската съветска социалистическа република (1990 – 1991) и първият президент на Република Казахстан (1991 – 2019). Бил е председател на Министерския съвет на Казахската ССР (1984 – 1989), първи секретар на Комунистическата партия на Казахстан (КПК, 1989 – 1991), председател на Върховния съвет на Казахската СССР (1990 – 1990).
Съобщава, че подава оставка от длъжността президент на Република Казахстан на 19 март 2019 г., но остава ръководител на Съвета по сигурност на Казахстан, председател на управляващата партия „Нур Отан“ и член на Конституционния съвет на Казахстан. Смяната на стария с новия президент Касъм-Жомарт Токаев е на следващия ден.
На 20 март 2019 г. след оставката на Назарбаев парламентът на Казахстан приема закон за преименуване в негова чест на столицата Астана на Нурсултан.
На 5 януари 2022 г., след като властите не успяват да овладеят избухналите протести срещу драстичното поскъпване на горива и основни храни в страната, Токаев застава начело на Съвета за националната сигурност, заменяйки Назарбаев. 

## Биография
Нурсултан Назарбаев е роден на 6 юли 1940 г. в село Чемолган (днес Шамалган в Алматинска област), в семейството на Aбиш и Aлжан, работили в селското стопанство. Баща му Абиш (1903 – 1971) е син на бея Назарбай, а майка му Aлжан (1910 – 1977) е дъщеря на молла. Назърбаев произхожда от рода шапрашти, смятан за второстепенен в традиционната йерархия на големия казахски жуз.
Завършва Професионално техническо училище № 22 в Днепродзержинск, Украйна (1960) и Висшето техническо учебно заведение при Карагандинския металургичен комбинат (завод до 1966) в Темиртау през 1967 г.

### Кариера до 1991 г.
Професионално развитие:
- 1960 – 1969 г.: Казметаллургстрой (Темиртау), Карагандински металургичен комбинат
- 1969 – 1973 г.: на партийна и комсомолска работа в Темиртау
- 1973 – 1977 г.: партиен секретар на Карагандинския металургичен комбинат
- 1977 – 1979 г.: секретар, втори секретар на областния комитет на КПСС в Караганда
- 1979 – 1984 г.: секретар на ЦК на Комунистическата партия на Казахстан
- 1984 – 1989 г.: председател на Министерския съвет на Казахската ССР

Назарбаев критикува академик Аскар Кунаев, председател на Академията на науките на Казахстан, на 16-ия конгрес на КПК през януари 1986 г., че не реформира академията. Динмухамед Кунаев – първи секретар на ЦК на КПК и брат на Аскар Кунаев, приема публичната критика като предателство. Д. Кунаев заминава за Москва и иска оставката на Назарбаев, а привържениците на Назарбаев настояват за оставката на Кунаев и издигането на Назарбаев. Михаил Горбачов приема оставката на Д. Кунаев, заменяйки го на партийния пост с Генадий Колбин – етнически руснак, което става повод за 3-дневни бунтове, известни като Желтоксан. Седмица след събитията Назарбаев на среща със студенти в университета на Алмати обяснява настоящата ситуация.
Назарбаев е първи секретар на Централния комитет на Комунистическата партия на Казахстан в периода 1989 – 1991 г.
Член е на Политбюро на ЦК на КПСС (14 юли 1990 – 23 август 1991 г.), Централния комитет на КПСС (1986 – 1991), Централната ревизионна комисия на КПСС (1981 – 1986), депутат в Съвета на съюза (горната палата) на Върховния съвет на СССР от Североказахстанска област (10 – 11 състав, 1979 – 1989), народен депутат на СССР (1989 – 1991), депутат във Върховния съвет на Казахската СССР.
Председател е на Върховния съвет на Казахската СССР от 22 февруари 1990 г. Длъжността „председател на Върховния съвет“ е заменена с „президент“ и Назарбаев е избран от Върховния съвет за президент на Казахската СССР на 24 април 1991 г.

### Президентство
От април 1991 г. участва активно в преговорите в Ново Огарьово (резиденция на съветския президент Михаил Горбачов в Подмосковието) за сключване на съюзен договор между съюзните републики. Застъпва се за запазването на СССР. През лятото на 1991 г. на среща с Михаил Горбачов и руския президент Борис Елцин е договорено, че Назарбаев може да заеме поста председател на правителството на обновения съюз, но Августовският пуч (опит за военен преврат) от 1991 г. проваля тези планове.
На пленум на ЦК на ККП на 28 август 1991 г. заявява, че напуска КПСС, оставя и поста първи секретар на ЦК на КПК.
Назарбаев защитава до последно позицията за запазване на СССР, вече като конфедерация. Не подписва Беловежкото споразумение за разпускане на СССР през декември 1991 г.
На 1 декември 1991 г. Казахстан провежда избори за президент на републиката, в които единственият кандидат Н. Назарбаев получава подкрепата на 98,7 %. На 16 декември 1991 г. Върховният съвет на Казахската съветска социалистическа република приема Закона за държавната независимост на Република Казахстан. Страната е преименувана на Република Казахстан и длъжността става съответно президент на Република Казахстан. Подписва Алматинската декларация за създаване на Общността на независимите държави на 21 декември 1991 г.
Назарбаев преименува бившата служба за държавна сигурност на Министерство на отбраната и поставя Сагадат Нурмагамбетов на поста министър на обраната на 7 май 1992 г. През юни 1992 г. Върховният съвет, под ръководството на председателя на парламента Серикболсин Абдилин, започва да обсъжда изготвянето на конституция. Конституцията създава силна изпълнителна власт с ограничена намеса в нейните дела. Опозиционната политическа партия „Езат“, партия „Желтоксан“ и Републиканската партия провеждат демонстрации в Алмати от 10 до 17 юни, призовавайки за сформиране на коалиционно правителство и за оставките на правителството на премиера Сергей Терешченко и Върховния съд. Казахските сили за сигурност насилствено прекратяват протеста на 18 юни 1992 г. Парламентът на Казахстан, съставен от членове на Комунистическата партия, приема Конституцията на 28 януари 1993 г.
На референдум, проведен през април 1995 г., мандатът на Назарбаев е удължен до 2000 г. Той е преизбран през януари 1999 г. (със 79,78 % от гласовете) и отново през декември 2005 г. (91,15 % от гласовете). ОССЕ критикува последните президентски избори заради разминаването им с международните демократични стандарти. За провеждането на нормални избори е нужно да има поне 2 съперничещи си кандидатури, една-единствена кандидатура не е избор, а референдум. На 18 май 2007 г. Парламентът на Казахстан одобрява поправка в конституцията, която позволява на Назарбаев да се кандидатира за президент, колкото пъти пожелае. Тази поправка се отнася единствено и само за Назарбаев: оригиналният конституционен текст, ограничаващ президентската длъжност само до 2 мандата, се отнася до всички останали бъдещи президенти на Казахстан.
На 4 май 2001 г. Назарбаев поставя Алтинбек Сарсенбаев, който по онова време е министър на културата, информацията и мира, на поста секретар на Казахския съвет за сигурност, освобождавайки от тази длъжност Марат Тажин, който става председател на Националния съвет за сигурност, заменяйки Алнур Мусаев, назначен за глава на Президентската гвардия.
На 15 юни 2010 г. за Назарбаев е формализиран статутът на „Пръв президент на Република Казахстан – лидер на нацията“ в съответствие с конституционното право на Република Казахстан.
23 декември 2010 г. по време на форум в Уст Каменогорск има предложение да се удължи мандатът на президента на страната до 2020 г., както и да се проведе републикански референдум. Сред лекторите е Олжас Сулейменов.
На 7 януари 2011 г. президентът на Казахстан Назарбаев отхвърля предложенията на парламента за републикански референдум за изменения и допълнения на Конституцията на Република Казахстан за удължаване на мандата на сегашния президент, без национални избори до 2020 г. На 14 януари 2011 г. Казахстанският парламент единодушно приема промени в конституцията. На 31 януари Конституционният съвет на Казахстан обявява закон, който обявява изборния референдум за противоконституционен. В същия ден, в отворено писмо, президентът се съгласява със Съвета и предлага да се проведат предсрочни президентски избори. Така мандатът му се съкращава с почти 2 години.
На 3 април 2011 г. в предсрочни президентски избори Назарбаев е преизбран за 4-ти мандат за президент на Казахстан до декември 2016 година. Според окончателните резултати на ЦИК Назарбаев печели 95,5 % от гласовете. Според Конституцията (чл. 42, т. 5) едно и също лице не може да бъде избрано за президент на републиката повече от 2 пъти подред, но това ограничение не се прилага по отношение на първия президент на Република Казахстан.
През декември 2011 г. има протести в Мангистауска област, счетени за най-големите протести при управлението на Назарбаев.

## Управленска политика

### Борба с корупцията
През 2004 г. „Прозрачност без граници“ поставя Казахстан на 122-ро място (с няколко други държави) в списъка от 146 държави по ниво на политическа корупция. Казахстанската оценка е 2,2 от 10, където 10 е най-добрият резултат, а всяка стойност под 3 е „необуздана корупция“.
Заманбек Нуркадилов, бивш министър от правителството на Назарбаев, обявява, че последният е длъжен да отговори на обвиненията, че казахски офицери са приемали милиони щатски долари под формата на подкупи от посредничество за американски нефтени компании през 1990-те години.
Назарбаев обявява свещена война срещу корупцията и заповядва приемането на „10 стъпки срещу корупцията“, за да се пребори корумпираността на всички държавни и социални нива.
Няколко международни неправителствени организации обвиняват правителството на Назарбаев, че полага само на думи антикорупционни усилия. Въпреки че Казахстан става съпредседател на ОССЕ през 2010 г., някои граждански активисти от и извън страната смятат, че малко е свършено в борбата със злоупотребата с човешките права и ширещата се корупция. Самото семейство на Назарбаев е замесено в серия от разследвания от западни правителства за пране на пари, подкупи и убийства. Сред тези разследвания е и т.н. „Казахгаейт“ – в хода на проведените дела американското министерство на правосъдието не намира никого от семейството на Назарбаев за виновен и делото е прекратено през август 2010 г.

### Срещу ядрени заплахи
Назарбаев предлага Общото събрание на ООН да обяви 29 август за Международен ден против атомните опити. В своя доклад предлага нов договор за неразпространение, който „ще гарантира ясни задължения от страна на подписалите правителства и дефинира изпълними санкции за тези, които не спазят клаузите на договореностите“.

### Междурелигиозен диалог
Назарбаев си поставя за задача да организира в Астана – новата столица на Казахстан, форум за световните и традиционните религии. В предишни години организаторите на подобни събития са единствено представители на водещите религии и вероизповедания. Сред други подобни събития, целящи да установят междурелигиозен диалог, са срещите на представителите на световните религии и вероизповедания, състояли се в италианския град Асизи през октомври 1986 г. и януари 2002 г.
Първият Конгрес на лидерите на световни и традиционни религии, който се състои през 2003 г., позволява на водачите на всички големи религии да създадат широки перспективи за многостранно сътрудничество и приноси за преодоляването на ксенофобски прояви. През 2009 г. се състои Третият конгрес в Астана, в Двореца на мира и хармонията.

### Отношения с Иран
В реч, произнесена на 15 декември 2006 г., отбелязваща 15-ата годишнина от казахстанската независимост, Назарбаев обявява, че желае да се включи в проекта на Иран за създаване на обща парична валута за всички централноазиатски държави. Той смята да развие идеята заедно с иранския президент Ахмадинеджад на предстояща визита. В друга реч обаче критикува Иран като страна, подкрепяща тероризма. Казахският външен министър обаче обявява на 19 декември, че думите на президента не съвпадат с „истинските му възгледи“ и са били „грешка“. В реч Назарбаев изразява религиозна солидарност с Иран с думите: „Днес ще посетя Туркменистан, където ще подпишем споразумение за построяването на железопътен възел, минаващ през Казахстан и Туркменистан и стигащ до Иран с достъп до Персийския залив. Това ще ни сближи с нашите мюсюлмански братя“.

### Обръщение от 2007 г.
В годишното си президентско обръщение към народа на 28 февруари 2007 г. президентът се застъпва за членство в Световната търговска организация, учредяване на Евразийски митнически съюз и взаимодействие с други страни в „борбата срещу тероризма и борбата срещу епидемии и природни бедствия“.

### Партийно членство
Преди разпадането на СССР е член на Комунистическата партия на Съветския съюз, член на нейното висше ръководство и лидер на нейната републиканска част, наречена Комунистическа партия на Казахстан. Конституцията на Република Казахстан забранява държавният глава да членува в политическа партия. Назарбаев подкрепя политическа партия „Нур Отан“. През 2007 г. след съответно изменение на Конституцията Назарбаев официално става ръководител на партията „Нур Отан“.

### Олимпийски огън
На 2 април 2008 г. Нурсултан Назарбаев става носител на олимпийския огън от Казахстан, участвайки във факелната щафета в Алмати.

## Критика на управлението
Цензура
Международната организация „Репортери без граници“ отбелязва лоша ситуация със свободата на словото в Казахстан. Страната е в класацията на свободата на изразяване на 175-о място от 197 държави. В класацията, съставена от Economist Intelligence Unit, нивото на развитие на демокрацията в Казахстан е класирано на 137-о място от 167 страни през 2011 година. „Репортери без граници“ за Световния ден на свободата на пресата (World Press Freedom Day) публикува списък на „хищници“ на свободата на информацията, в който е и Назарбаев.
Права на човека
Положението с човешките права в Република Казахстан е било проблемна област за много правителствени и неправителствени наблюдатели. Според докладите на организация Freedom House страната получава оценка 6 по политическите права и 5 по гражданските свободи (по скала от 1 – 7, където 1 е най-високата).

## Личен живот
Назарбаев е практикуващ мюсюлманин. В миналото е изразявал атеистични възгледи в духа на Съветската ера. Днес полага усилия да подчертае ислямското си наследство, като изпълнява поклонничеството Хадж и подкрепя реставрирането на джамии. Същевременно осъжда мюсюлманските терористи.
Дълголетие
С напредването на възрастта му Назарбаев започва да изразява желание учените да открият лекарство за биологическа безсмъртност възможно най-скоро. Отправя няколкократни призиви през 2010 г. към най-добрите учени на страната да работят по-усърдно за изобретяването на лек против стареенето и обявява пред близките му казахски политици, че такъв „еликсир“ ще му помогне да властва още 10 г.
Семейство
Нурсултан Назарбаев израства в семейство с традиции. Още от ранно детство знае родословното си дърво 20 поколения назад. Женен е за Сара Назарбаева, от която има 3 дъщери: Дарига, Динара и Алия.
Дарига е доктор по политически науки и заместник-председател на Долната палата на парламента на Казахстан. Омъжена е и впоследствие разведена с Рахат Алиев, син на бивш министър на здравеопазването, който служи като първи заместник-министър на външните работи и 2 пъти като посланик в Австрия.
Динара оглавява Образователна фондация „Назарбаев“, която е основен акционер на Казахстанската народна банка. Най-богатата жена в Казахстан, според списание Forbes през 2011 г. Личното ѝ богатство възлиза на стойност $ 1,3 милиарда (№ 938 в света и № 4 в Казахстан). Омъжена е за Тимур Колибаев, син на бивш министър на строителството, който служи като първи заместник-председател на националната холдингова комания „Самрук Казина“, бивш първи вицепрезидент на държавната петролна компания „КазМунайГаз“.
Алия е видна бизнес-дама, управлява строителната компания „Елитстрой“. Омъжена и впоследствие разведена с Айдар Акаев – син на бившия президент на Киргизстан Аскар Акаев, после омъжена за Данияр Хасанов – казахстански бизнесмен.

## Почести и награди
Лидер на нацията
На 12 май 2010 г. долната камара на парламента на Казахстан единодушно приема изменения в пакета от законопроекти, които дават на президента Назарбаев статут на „лидер на нацията“, на следващия ден 13 май Сенатът на Казахстан (горната камара на парламента) одобрява промени. Така депутатите се съгласяват, че Нурсултан Назарбаев до края на живота си е надарен с властови правомощия (инициативи за хармонизиране, разработени по основните направления на вътрешната и външната политика). Също така в съответствие с измененията той и семейството му са напълно освободени от наказателна отговорност.
На 3 юни същата година Назарбаев отказва да подпише проекта, но въпреки това не му налага вето. Според казахстанското право, ако законът не е подписан, но не е върнат от президента в парламента, то той влиза в сила 30 дни след подписването му от президента. Така, считано от 14 юни 2010 г., Нурсултан Назарбаев е обявен за „Лидер на нацията“, което се приема със смесени и често критични оценки в някои части в Казахстан.
Планирано е в Астана да бъде създаден музей на първия президент на Казахстан.
Ордени, медали, кръстове
- Велик кръст на Ордена „Витовт Велики“ (Литва)
- Велик кръст на Ордена на Финландския легион (Финландия, 2009 г.)
- Велик медал на Ордена на Хризантемата (Япония)
- Велик медал на Ордена на Нил (Египет)
- Велик рицарски кръст с Голям медал на Ордена „За заслуги към Италианската република“
- Велик рицарски кръст на Ордена на Почетния легион (Франция, 2008 г.)
- Велик рицарски кръст с Голям медал на Ордена „Леополд I“ (Белгия)
- Велик рицарски кръст с Голям медал на Ордена на Бялата роза (Финландия, 2008 г.)
- Велик рицарски кръст на Големия орден „Крал Томислав I“ (Хърватия, 2001 г.)
- Велик рицарски кръст на Ордена „Св. Михаил и св. Георги“ (Великобритания)
- Велик рицарски кръст на Ордена на Спасителя (Гърция, 2001 г.)
- Велик рицарски кръст на Ордена „За заслуги към Унгарската република“ (Унгария)
- Велик рицарски кръст на Ордена на Дъбовата корона (Люксембург)
- Велика звезда на Ордена „За заслуги към Австрийската република“
- Пояс на Ордена „Румънска звезда“ (Румъния)
- Първостепенен орден на Ордена „Ярослав Мъдри“ (Украйна, 1997 г.)
- Рицар на Ордена „Св. Андрей“ (Русия)
- Рицар на Ордена на Трите звезди (Латвия)
- Член на Ордена на Двойния бял кръст (Словакия)
- Член на Ордена на Белия орел (Полша, 2002 г.)
- Член на Ордена на Златния орел (Казахстан)
- Член на Ордена на Свободата (Украйна, 2010 г.)
- Член на Ордена „Ахмед Кадиров“ (Чечня)
- Медал на Астана (Казахстан)

Почетни гражданства
Назарбаев е обявен за почетен гражданин на Мангистауска област (2008) и провинция Хайнан (Китай, 2009), както и на следните градове:
- Казахстан – Темиртау (1991), Алмати (1995), Астана (1998), Караганда (2001), Атърау
- зад граница – Дълют (САЩ, 1991), Букурещ (Румъния, 1998), Днепродзержинск (Украйна), Тбилиси (Грузия), Мадрид (Испания), Атина (Гърция), София

## Автор на книги
- Пътят на Казахстан
- Стоманеният профил на казахстан
- Без леви и десни
- Стратегията на ресурсите и преход към пазара
- Кремъл задънена улица
- Стратегия за формиране и развитие на Казахстан като суверенна държава
- Пазарна и социално-икономическото развитие
- На прага на XXI век
- Евразийският съюз: Идеи, практика и перспективи. 1994 – 1997
- В хода на историята
- Епицентърът на мира

## В културата
През 2009 г. бившият британски министър Джонатан Ейткън издава биография на казахстанския лидер, озаглавена Назарбаев и създаването на Казахстан. Книгата фаворизира Назарбаев, като във въведението се заявява, че той има най-голям принос за успеха на съвременен Казахстан.
През 2011 г. на екраните излизат няколко филма, представящи Нурсултан Назарбаев. Филмът „Небе на моето детство“ е посветен на неговото детство и юношество. През септември същата година излиза филмът „Три дни през август“. През ноември 2011 г. в Двореца на мира и съгласието в Астана е премиерата на филма „Дълбоките корени“, посветен на 20-годишнината от независимостта на Република Казахстан. Представя значението на Назарбаев за формирането и укрепването на независимостта на Казахстан.
През декември 2013 г. Kazakhfilm представя биографичния епос „Пътят на лидера“ на режисьора Рустем Абрашев.
Бившият му зет Рахат Алиев след развода си с дъщеря му пише книгата „Кръстникът-тъст“ („Крёстный тесть“, 2008; The Godfather-in-law: Eine Dokumentation, 2009), която е забранена в Казахстан. Има продължение „Кръстникът-тъст – 2. Място на престъплението – Австрия“ („Крёстный тесть-2. Место преступления – Австрия“, 2013).

## Други
Назарбаев е сред рекордьорите начело на властта в постсъветските държави. По-възрастен от него е само Ислам Каримов, Узбекистан. Назарбаев има най-дълъг престой в постсъветското пространство начело на държавата – общо 29 години и 9 месеца:
- 22 юни 1989 – 28 август 1991 г.: първи секретар на Централния комитет на Комунистическата партия на Казахстан;
- 22 февруари 1990 – 24 април 1990 г.: председател на Върховния съвет на Казахската СССР;
- 24 април 1990 – 16 декември 1991 г.: президент на Казахската СССР;
- 16 декември 1991 – 20 март 2019 г.: президент на Република Казахстан[18].

На 1 декември се отбелязва Денят на първия председател, който е национален празник и почивен ден. Рожденият му ден съвпада с официалния празник на столицата – 7 май.
Класиран е 10-и със състояние от $ 1,1 млрд. в класация на най-богатите и могъщите владетели на планетата.
Американският уебсайт About.com, собственост на вестник New York Times, включва Назарбаев в списъка на най-лошите диктатори в Азия през 2013 г. Присъдена му е награда в размер на 100 евро в категорията „Най-добър диктатор на годината“ от френския Геополитически център за изследване на престъпността през 2014 г.